# Six Jours de Mar del Plata
Les Six Jours de Mar del Plata sont une ancienne course cycliste de six jours disputée  à Mar del Plata, en Argentine. Une seule édition a eu lieu, en 1995.

## Palmarès
| Année | Vainqueur                      | Deuxième                      | Troisième               |
| ----- | ------------------------------ | ----------------------------- | ----------------------- |
| 1995  | Gabriel Curuchet Juan Curuchet | Silvio Martinello Marco Villa | Johnny Dauwe Gino Primo |